# Polyura cognatus
Espèce
Synonymes
- Eulepis cognatus Rothschild & Jordan, 1898[2]

Polyura cognatus est une espèce de lépidoptères (papillons) de la famille des Nymphalidae et de la sous-famille des Charaxinae.

## Systématique
L'espèce Polyura cognatus a été décrite en 1861 par l'entomologiste néerlandais Samuel Constantinus Snellen van Vollenhoven (d)  (1816-1880).

## Noms vernaculaires
Polyura cognatus se nomme Sulawesi Blue Nawab en anglais.

## Liste des sous-espèces
Selon BioLib (27 septembre 2021) :
- sous-espèce Polyura cognatus bellona Tsukada, 1991
- sous-espèce Polyura cognatus cognatus Vollenhoven, 1861
- sous-espèce Polyura cognatus yumikoe Nishimura, 1984

## Description
Polyura cognatus est un grand papillon aux ailes antérieures à bord externe concave et aux ailes postérieures avec chacune deux queues. 
Le dessus est marron marqué aux ailes antérieures de points blancs et d'une plage blanche bordée de bleu au bord interne, qui se poursuit en large bande aux ailes postérieures. Une ligne submarginale de points blancs et des lignes bleu au centre des queues complètent l'ornementation des ailes postérieures.
Le revers est beige marqué de gris avec la même ornementation de taches rouge bordées de bleu métallisé et de lignes bleue aux ailes postérieures.

## Écologie et distribution
Il est présent à Célèbes (Indonésie).

### Protection
Pas de statut de protection particulier.